# هالوين (فلم 2007)
هولووين (بالإنجليزية: Halloween)؛ هو فيلم رعب، أنتج في الولايات المتحدة وصدر سنة 2007، عبارة عن إعادة صناعة لفيلم يحمل نفس الاسم صدر سنة 1978، الفيلم من بطولة تايلر مين، مالكولم ماكدويل وسكوت تايلور.

## القصة
طفل يدعى مايكل مايرز يتعرض للتنمّر من قبل مراهق أكبر منه، فيسبب له هذا عقدة نفسية، لذا في يوم من الأيام يقوم بقتل هذا المراهق ثم في ليلة نفس اليوم التي صادفت عيد الهالووين يقتل زوج أمه وأخته وصديقها ليتم نقله إلى مصح عقلي وبعد 16 سنة يتمكن من الهروب ليقتل كل من في طريقه سعيًا للتخلص من اخته الصغرى التي كانت طفلة رضيعة في الليلة التي تم اعتقاله فيها.

## الميزانية والإيرادات
كلفت ميزانية الفيلم 15 مليون دولار أمريكي وحقق إيرادات تقدر بـ 80 مليون دولار أمريكي.

## روابط خارجية
- هالوين على موقع IMDb (الإنجليزية)
- هالوين على موقع ميتاكريتيك (الإنجليزية)
- هالوين على موقع روتن توميتوز (الإنجليزية)
- هالوين على موقع نتفليكس (الإنجليزية)
- هالوين على موقع قاعدة بيانات الأفلام العربية
- هالوين على موقع ألو سيني (الفرنسية)
- هالوين على موقع Turner Classic Movies (الإنجليزية)
- هالوين على موقع أول موفي (الإنجليزية)
- هالوين على موقع بوكس أوفيس موجو (الإنجليزية)
- هالوين على موقع فيلمافينيتي (الإسبانية)
- هالووين على IMDB
- هالووين على Rotten tomatos
- هالووين على metacritic